# Argos (Literaturzeitschrift)
Argos war ein literaturwissenschaftliches Fachjournal, das sich der Erforschung von Leben und Werk des Dramatikers Peter Hacks widmete. Das Journal enthielt literaturwissenschaftliche Aufsätze und literarische Essays, Dokumentationen von bislang unveröffentlichten Texten des Dichters sowie Kritiken und Rezensionen zu aktuellen Publikationen oder Inszenierungen.
Argos wurde 2007 gegründet und erschien halbjährlich im VAT Verlag André Thiele. 
Der Gründer des Journals, André Thiele, war bis Heft 6 (Sommer 2010) Herausgeber, von Heft 7 bis Heft 9 Gunther Nickel. Danach wurde das Erscheinen eingestellt.
Zu den Autoren der Hefte gehörten: Felix Bartels, Ute Baum, F.W. Bernstein, Jens Bisky, Wilhelm Boeger, Dietmar Dath, Jan Decker, Marcus Dick, Friedrich Dieckmann, Philipp Dyck, Gottfried Fischborn, Stefan Frank, Georg Fülberth, Ettore Ghibellino, Frank Göbler, Wolf Harranth, Ursula Heukenkamp, Reinhard Jellen, Hermann Kant, Kai Köhler, Werner Makowski, Michael Mandelartz, Jens Mehrle, Martin Mosebach, André Müller sen., Gunther Nickel, Dennis Püllmann, Daniel H. Rapoport, Frank Schirrmacher, Thomas Stough, André Thiele, Mathias Ullmann, Heidi Urbahn de Jauregui, Ingo Way, Ronald Weber, Alexander Weigel, Wilfried Wittstruck.